# Heliconia timothei
Heliconia timothei är en enhjärtbladig växtart som beskrevs av Bengt Lennart Andersson. Heliconia timothei ingår i släktet Heliconia och familjen Heliconiaceae. Inga underarter finns listade.